# Asakku
Los asakku (en acadio, en sumerio, Asag), en la mitología babilónica eran un tipo de demonio mesopotámico, con espíritu malévolo y monstruoso. Cuando tenían espíritu benévolo, se clasificaban como utukku. Los demonios asakku atacan y matan a los seres humanos, especialmente por medio de la fiebre de la cabeza y del enflaquecimiento. Se mencionan en poemas con enumeración de enfermedades y se definen para Asag, un demonio monstruoso a quien el dios Ninurta / Ningirsu derrotó utilizando la maza mística Sharur. 
La literatura de encantamientos es muy amplia entre los sumerios y los babilonios. Los conjuros sumerios han sobrevivido, en forma monolingüe en su mayoría, en transcripciones babilónicas antiguas a las que, más tarde, se añadieron traducciones acadias. Los textos sumerios de exorcismos demoníacos fueron recopilados en un gran grupo de seres, Udug / Utukku y Asag / Asakku. Existen también conjuros dirigidos contra hechizos.
Durante el período Neoasirio, además de un tipo de demonio, también se encuentra en los textos, como en una carta de Asarhaddón, un Asakku (Asag en sumerio), como un monstruo mitológico.